# 58e division d'infanterie (Allemagne)
Pour les articles homonymes, voir 58e division d'infanterie.
La  58e division d'infanterie (en allemand : 58. Infanterie-Division ou 58. ID) est une des divisions d'infanterie de l'armée allemande (Wehrmacht) durant la Seconde Guerre mondiale.

## Création et différentes dénominations
La 58e Division d'infanterie est créée le 26 août 1939 à Lunebourg dans le Wehrkreis X à partir d'éléments de la 22. et de la 30. Infanterie-Division comme élément de la Seconde Vague (2. Welle) de mobilisation.

## Biographie
La division a combattu en Samland et à Hela et s'est rendue à l'Armée Rouge avec le reste de l'Armee Ostpreußen en mai 1945.

## Organisation

### Commandant
| Date                            | Grade                  | Commandant                          |
| ------------------------------- | ---------------------- | ----------------------------------- |
| 26 août 1939 - 4 septembre 1940 | Generalleutnant        | Iwan Heunert                        |
| 4 septembre 1940 - 2 avril 1941 | Generalleutnant        | Dr. phil. Friedrich Altrichter (de) |
| 2 avril 1941 - 1er mai 1943     | Generalleutnant        | Karl von Graffen                    |
| 1er mai 1943 - 7 juin 1943      | General der Artillerie | Wilhelm Berlin                      |
| 7 juin 1943 - 13 avril 1945     | Generalleutnant        | Curt Siewert                        |
| 13 avril 1945 - Mai 1945        | Oberst                 | Fritz Klasing                       |

### Officiers d'Opérations (Ia)
| Date                            | Grade          | Commandant           |
| ------------------------------- | -------------- | -------------------- |
| 26 août 1939 - 15 mars 1940     | Major          | Siegfried Westphal   |
| 15 mars 1940 - Mars 1941        | Oberstleutnant | Alexander Pfuhlstein |
| Avril 1941 - Septembre 1942     | Oberstleutnant | Gerhard Kaulbach     |
| 5 octobre 1942 - Février 1943   | Major          | Joachim Saß          |
| Février 1943 - Février 1943     | Oberstleutnant | Eberhard Tummeley    |
| 10 mars 1943 - 15 novembre 1944 | Oberstleutnant | Karl Simon           |
| 15 novembre 1944 - ? 1945       | Major          | Gerhard Brühl        |

## Théâtres d'opérations
- Août 1939 : création de la 58e division d'infanterie et protection des frontières entre Trèves et Saarburg
- 1940 :
  - Bataille de France
- 1941
  - En France jusque novembre
  - Décembre, Siège de Léningrad. Le 209e régiment entre dans Urizk, un faubourg de Léningrad où se trouve le terminus d'un tramway et un panneau indiquant : « Leningrad, 10 kilomètres »
- 1942
  - Poche de Demiansk
- 1943
  - Bataille de Mga
  - Secteur Nord du front de l'Est, jusqu'en octobre
  - Secteur centre du front de l'Est, à partir d'octobre
- 1944
  - Secteur centre du front de l'Est, jusque janvier
  - Secteur Nord du front de l'Est, d'octobre à juin
  - Secteur centre du front de l'Est, à partir de juin
- 1945
  - Secteur centre du front de l'Est,
  - Campagne de Prusse-Orientale

## Ordre de bataille
1939
- Infanterie-Regiment 154
- Infanterie-Regiment 209
- Infanterie-Regiment 220
- Artillerie-Regiment 158
- Pionier-Bataillon 158 (Génie)
- Panzerabwehr-Abteilung 158 (Section anti-chars)
- Aufklärungs-Abteilung 158 (Reconnaissance)
- Feldersatz-Bataillon 158 (remplacement)

1942
- Grenadier-Regiment 154
- Grenadier-Regiment 209
- Grenadier-Regiment 220
- Radfahr-Abteilung 158 (section cycliste)
- Artillerie-Regiment 158
- Pionier-Bataillon 158
- Panzerjäger-Abteilung 158 (section de Chasseur de chars)

1944
- Grenadier-Regiment 154
- Grenadier-Regiment 209
- Grenadier-Regiment 220
- Füsilier-Bataillon 58
- Artillerie-Regiment 158
- Pionier-Bataillon 158
- Panzerjäger-Abteilung 158

## Décorations
Des membres de cette division ont été récompensés à titre personnel pour leurs faits de guerre:
- Insigne de combat rapproché en Or
  - 3
- Agrafe de la liste d'honneur
  - 15
- Croix allemande
  - en Or : 120
  - en argent: 1
- Croix de chevalier de la Croix de fer
  - 26
  - 4 feuilles de chêne